# Phantom Lady
Pour l’article homonyme, voir Les Mains qui tuent.
Phantom Lady est un personnage de fiction, super-héroïne conçue durant l'âge d'or des comics. Créée par Will Eisner, Jerry Iger du studio créatif Eisner & Iger pour le scénario et Arthur F. Peddy pour le dessin, elle est apparue pour la première fois dans le comic Police Comics #1 de Quality Comics en août 1941. Durant les années qui suivirent, le personnage fut utilisé par trois autres éditeurs de comics. En 1973, DC Comics relança le personnage dans le comic Justice League of America v.1 #107.
Plusieurs personnages de fiction ont porté le costume de la Phantom Lady. Sandra Knight est la Phantom Lady d'origine, reprise par DC Comics. Deux autres personnages de DC Comics, Dee Tyler et Stormy Knight porteront le costume.

## Sandra Knight, le personnage d'origine

### Quality Comics
En août 1941, Phantom Lady apparaît dans une anthologie des comics : ''Police Comics #1 de Quality Comics qui présente, également pour la première fois, Plastic Man, Human Bomb, Firebrand. Ces quatre personnages ont évolué à travers diverses versions jusqu'à l'époque actuelle.
Sandra Knight est la fille du sénateur Henry Knight. Son équipement de super héroïne se compose d'un maillot de bain et de bottines jaunes, avec une cape verte et une sorte d’étoile noire en guise de collier. Elle possède une lanterne noire qui lui permet d'aveugler ses adversaires en projetant une sorte de cône d'anti-lumière.
Le personnage apparaîtra dans d'autres numéros de Police Comics jusqu’en 1943.

### Fox Feature Syndicate & Star Publications
Après l'arrêt des aventures de Phantom Lady chez Quality Comics, un de ses créateurs Jerry Iger s’estima en droit de réutiliser le personnage chez Fox Comics en 1947. Elle apparaît dans son propre titre et adopte une tenue bleue et rouge.

## Phantom Lady sous DC Comics

### Sandra Knight
Avec d'autres héros de Quality Comics, Phantom Lady fut rachetée par DC Comics et devint membre des Freedom Fighters, une équipe de super-héros composée exclusivement d’anciens héros de Quality Comics. En 1973, elle fait sa première apparition sous DC Comics dans Justice League of America v.1 #107,.

### Dee Tyler
Personnage créé en janvier 1989 dans Action Comics Weekly #636 par plusieurs créateurs comme Roger Stern, Curt Swan...

### Stormy Knight
Personnage créé en 2006 dans Battle for Blüdhaven #2 par Grant Morrison,  Justin Gray, Jimmy Palmiotti, Dan Jurgens.

## Collaborateurs
Matt Baker, Ruth Roche, Victor Fox, Paul Parker, Roger Stern, Curt Swan, Murphy Anderson, Len Strazewski, Chuck Austen, Gary Martin, Max Allan Collins, Terry Beatty, John Nyberg, Daniel Acuña, Kevin Nowlan

## Apparition dans d'autres médias
Phantom Lady (Stormy Knight) apparaît dans l'épisode Cry Freedom Fighters de la série animée Batman : L'Alliance des héros (Batman: The Brave and the Bold), avec la voix de Hope Levy en version originale.

## Source d'inspiration pour d'autres personnages

### Ghost Girl
Dans Invaders #14 de 1977, Marvel Comics publia une bataille entre les Envahisseurs et les Croisés, une équipe parodiant les Freedom Fighters de DC Comics. Une des membres des croisés Ghost Girl est inspirée de Phantom Lady.

### Le Spectre Soyeux II
En 1985, Alan Moore désirait reprendre des personnages de Charlton comics acquis par DC comics. Finalement, il créa de nouveaux personnages. Le Spectre Soyeux II (Silk Spectre), membre des Watchmen d'Alan Moore est inspiré de Nightshade, Phantom Lady et de Black Canary,.